# Bjeloperica
Bjeloperica (cyr. Бјелоперица) – wieś w Serbii, w okręgu zlatiborskim, w gminie Kosjerić. W 2011 roku liczyła 265 mieszkańców.